# Walserhaus (Triesenberg)

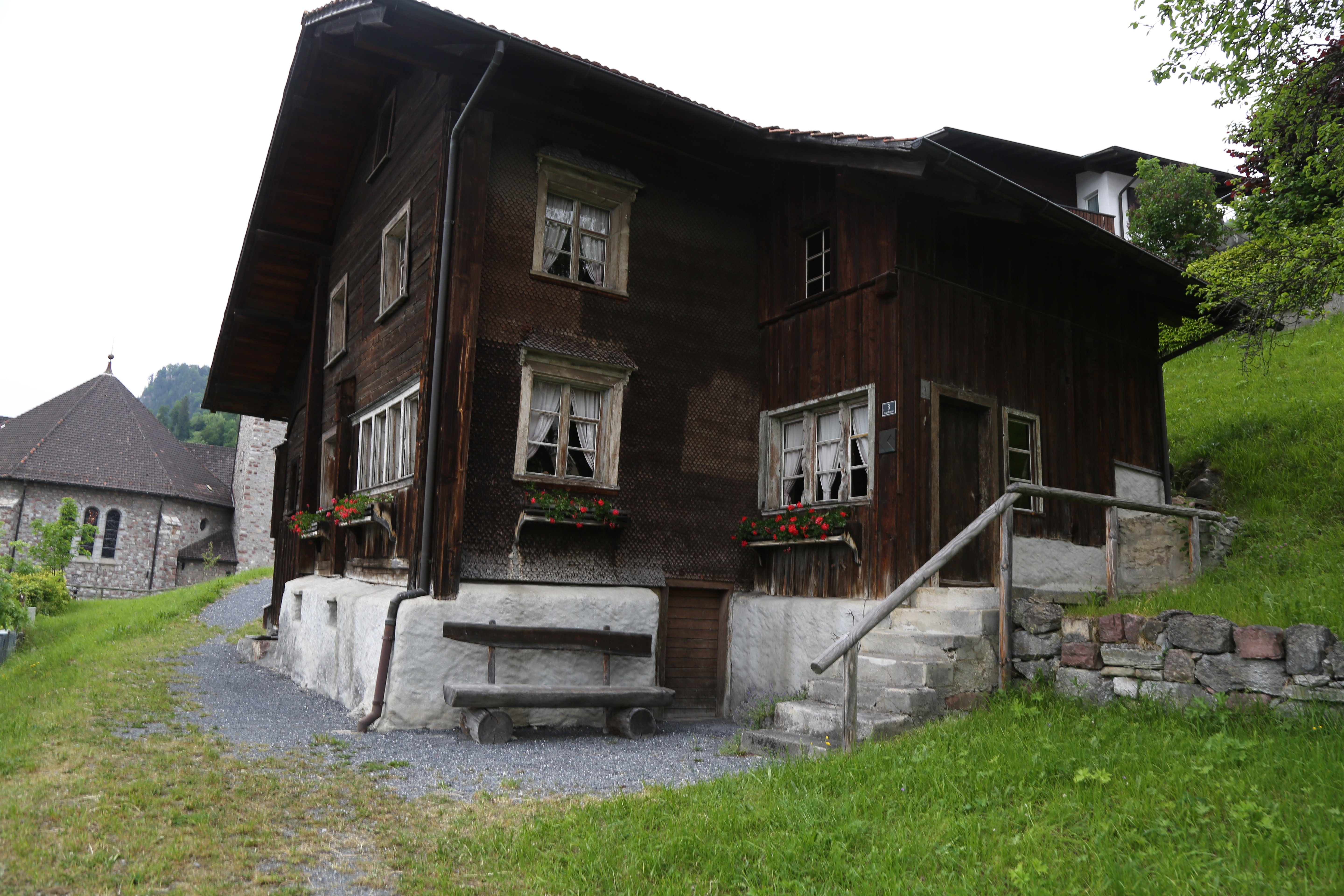
Walserhaus in Triesenberg, Ansicht von Süden

Das sogenannte Walserhaus ist ein 1601 in Strickbauweise erstelltes zweigeschossiges Rheintaler Bauernhaus im Flur «Hag» in der liechtensteinischen Gemeinde Triesenberg. Das frühere Kleinbauernhaus ist heute ein Bestandteil des Walsermuseums Triesenberg und dokumentiert die Wohnkultur des 19. Jahrhunderts.

## Konstruktion

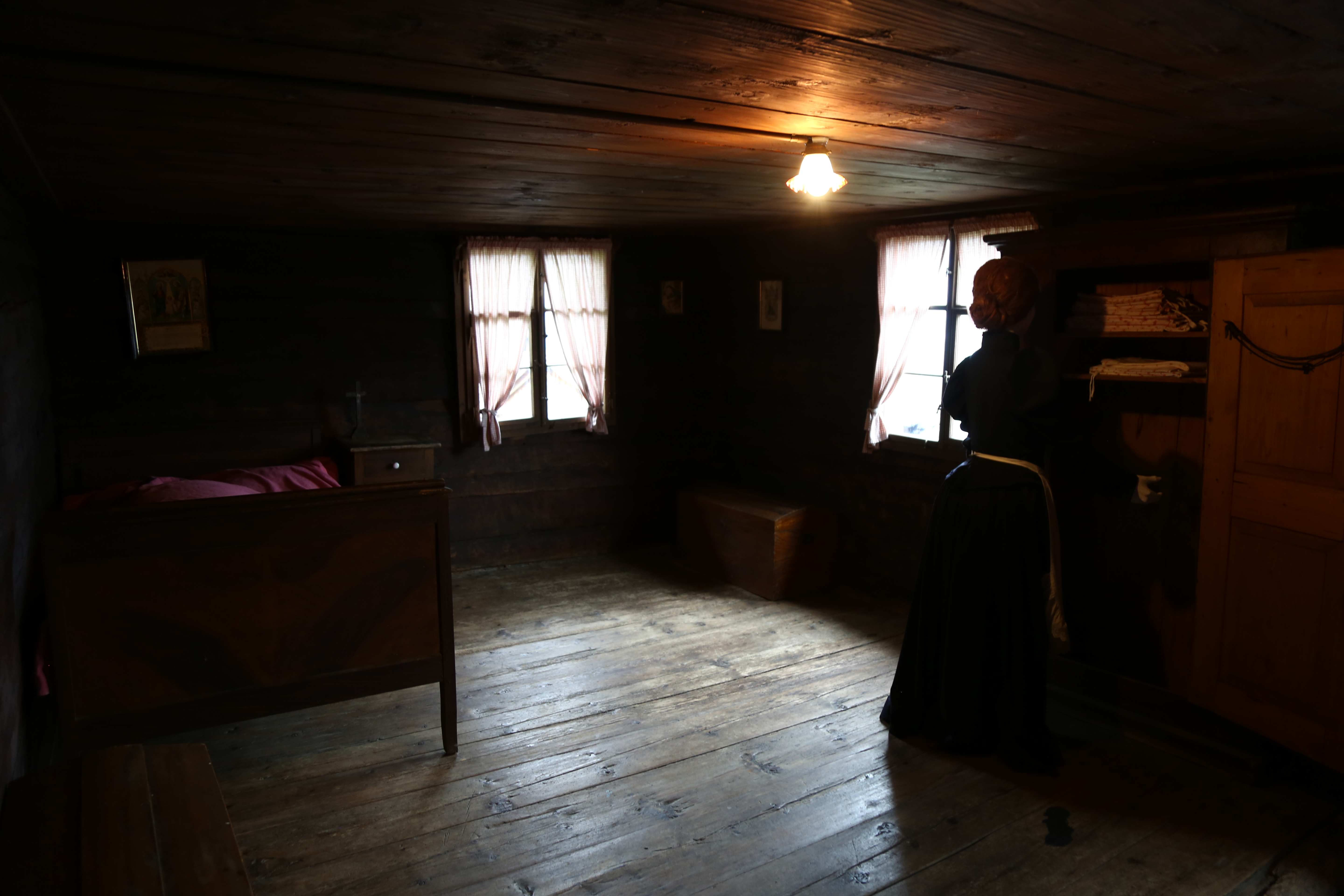
Schlafkammer im Obergeschoss

Das sogenannte Walserhaus wurde 1601 als klassischer Kantholz-Strickbau mit hervorstehenden Gwettköpfen und durchgezäpften Binnenwänden erbaut, der auf einem Schwellenkranz liegt. Dieser ruht auf dem gemauerten Kellergeschoss, wobei nur die Stube und die Nebenstube unterkellert sind. Die Raumstruktur entspricht dem vom Spätmittelalter bis zum Beginn des 20. Jahrhunderts üblichem Grundriss. Im Erdgeschoss befinden sich talseits Stube und Nebenstube, bergseits in ganzer Hausbreite die damals bis zum First offene Rauchküche. Südseits ist ein Laubenanbau mit dem Hauseingang in die Küche. Im Obergeschoss befindet sich über der Stube und Nebenstube von der klassischen Raumstruktur abweichend nur eine einzige Kammer in ganzer Hausbreite, die ursprünglich vermutlich über eine Leiter erschlossen war. Das Dach war nur flach geneigt, weil damals als Bedachungsmaterial nur einheimische Brettschindeln mit groben Steinen zur Beschwerung in Frage kamen.

### Baugeschichtliche Entwicklung

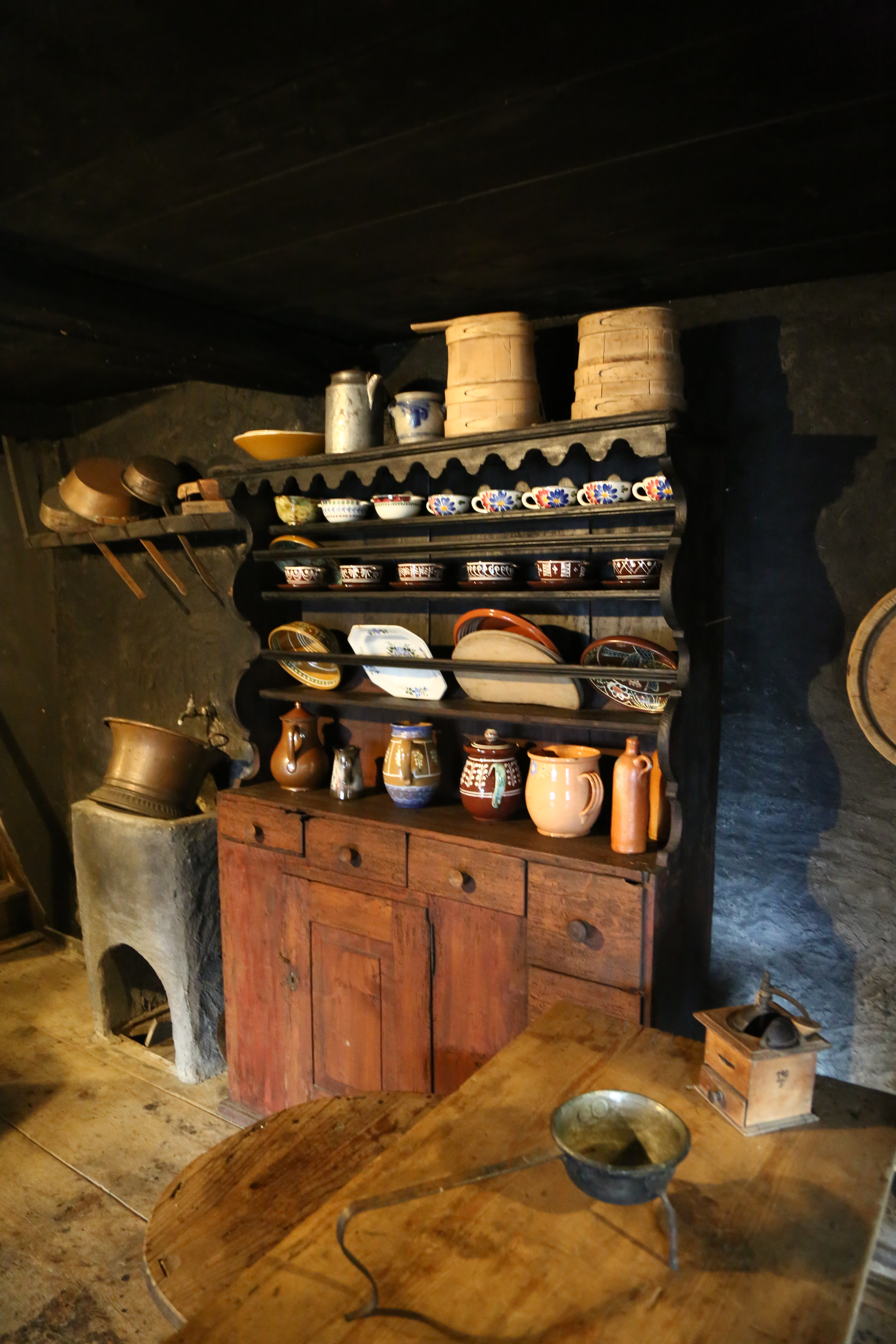
Küchenschrank

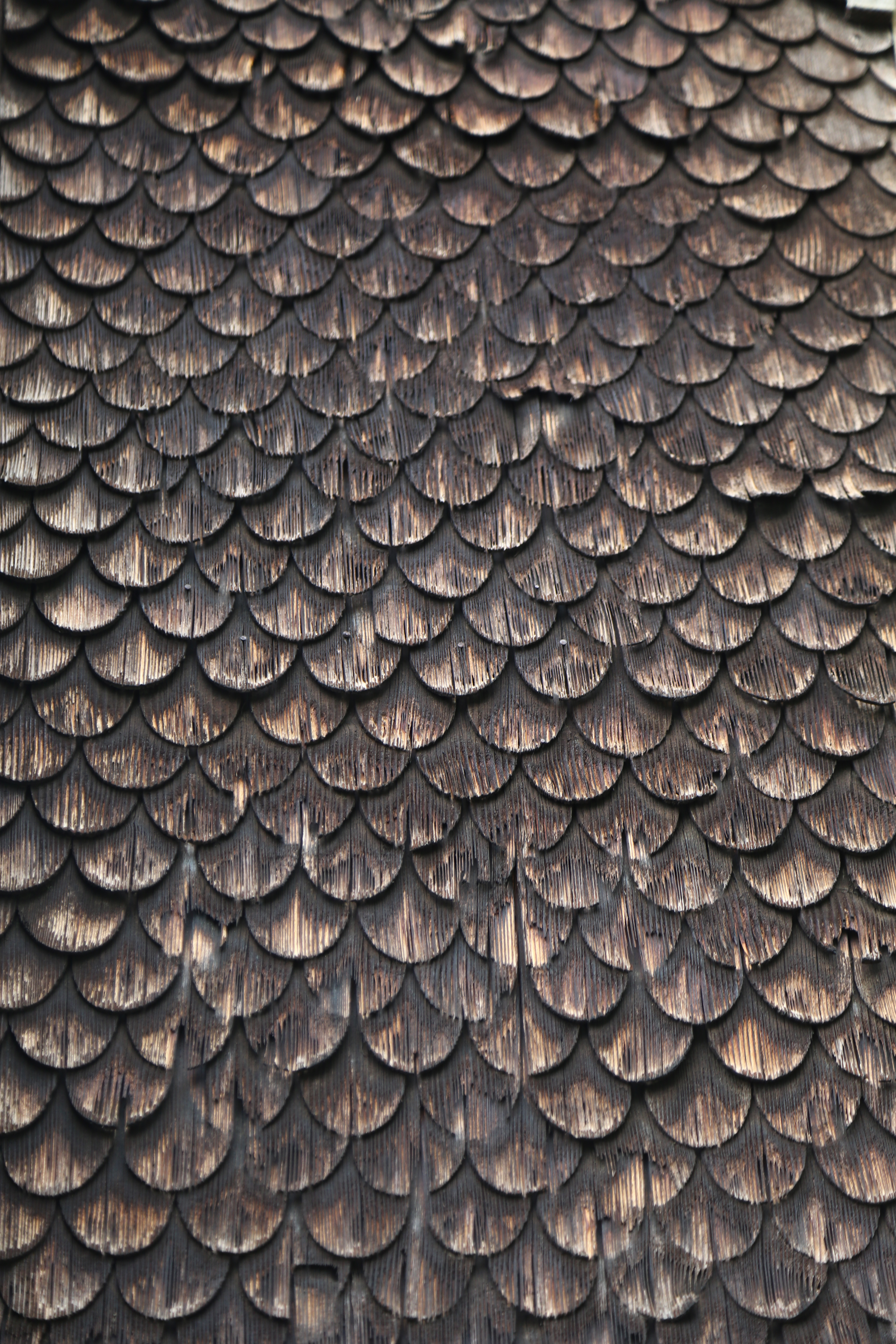
Mit Rundschindeln verkleidete Südfassade

Weil im Alpenrheintal kaum mehr ursprüngliche Bauten aus der im 14. Jahrhundert erfolgten Walserkolonisation vorhanden sind, ist es nicht möglich, generelle Aussagen zum typischen Liechtensteiner Walserhaus zu machen. Die damaligen Häuser waren wie das sogenannte Walserhaus im «Hag» als gestrickte Blockbauten errichtet, ihre flachen Satteldächer mit Schindeln bedeckt und mit Steinen beschwert.
Das Walserhaus in Triesenberg zeigt eine zeittypische Entwicklung, wobei im abgelegenen Triesenberg im ausgehenden 18. und im 19. Jahrhundert mit einer Entwicklungsverzögerung von ein bis zwei Generationen gerechnet werden muss. Im 17. oder 18. Jahrhundert wurden nordseits Ökonomiegebäude – eine Stall, eine Scheune oder Werkstätten – angebaut. Ende des 17. oder Anfangs des 18. Jahrhunderts wurde das Wohnhaus um etwa vier Balkenkränze erhöht und das verhältnismässig flache Dach durch ein steil geneigtes Sparrendach für Ziegeleindeckung ersetzt. Über der bis dahin offenen Küche wurde eine Decke eingezogen und damit ein Treppenaufgang in das Obergeschoss und dort talseits eine zusätzliche Kammer gewonnen.

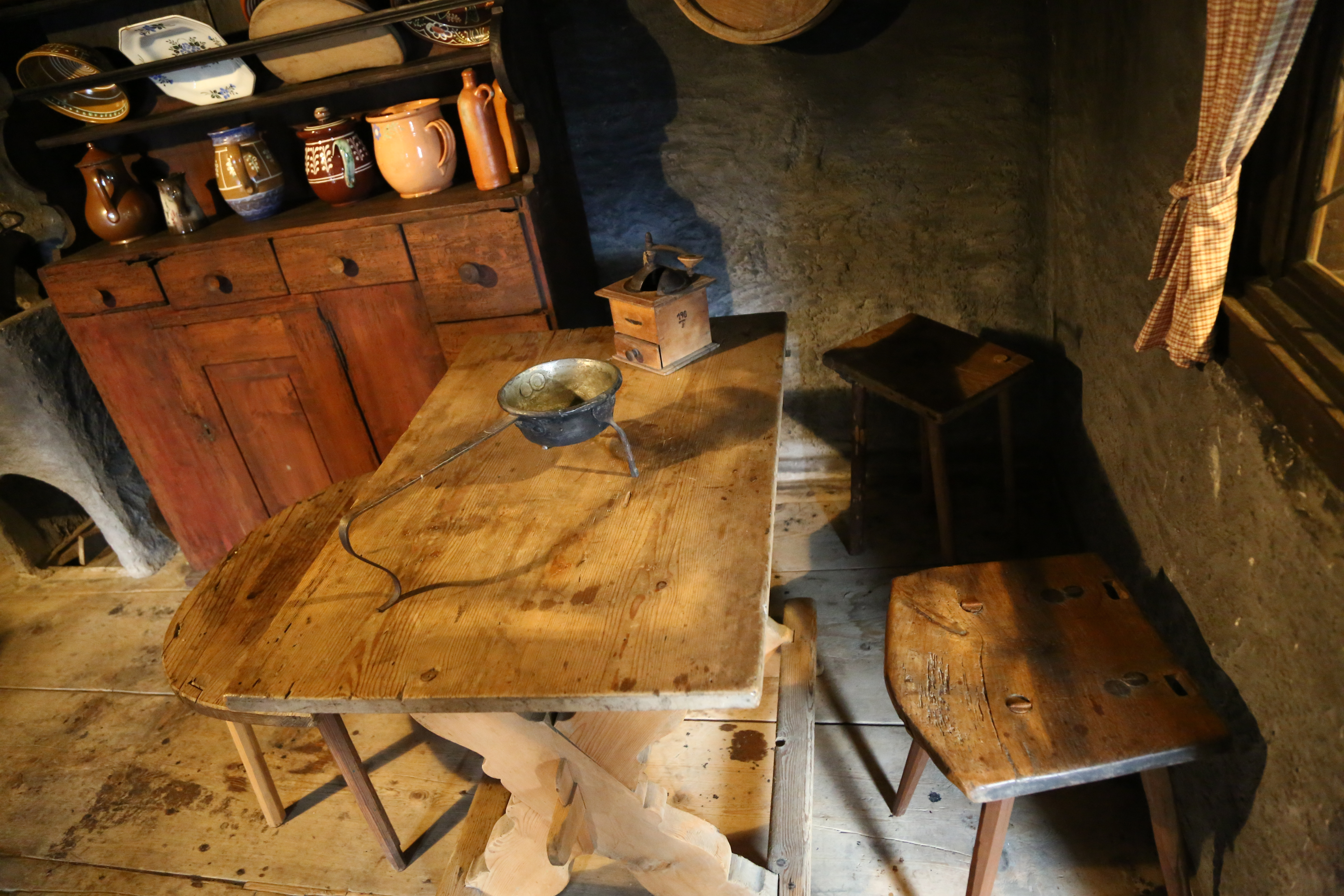
Küchentisch. Die Bewohner des Kleinbauernhauses im «Hag» lebten einfach und ohne Luxus.

In der ersten Hälfte oder in der Mitte des 19. Jahrhunderts wurde der Innenausbau von Stube und Nebenstube erneuert. Am Stuben-Reihenfenster wurden die bisherigen Butzenfenster durch Sprossenfenster ersetzt und ein Zugladenkasten angebracht. In der zweiten Hälfte des 19. Jahrhunderts wurde die Nebenstube in Ständerbautechnik nordwärts in die bisherige Scheune erweitert und die Butzenfenster in Nebenstube und talseitiger Kammer im Obergeschoss durch Sprossenfenster ersetzt. Die südseitige Laube wurde durch einen neuen Anbau ersetzt und die Südfassade mit Rundschindeln verkleidet. Im zweiten Viertel des 20. Jahrhunderts wurde der Dachstuhl erneuert und die über die beiden traufseitigen Anbauten abgeschleppten Rafendächer mit Ziegeln gedeckt. Die talseitige Kammer im Obergeschoss erhielt eine Gipsdecke und der «Stall» wurde zur Waschküche ausgebaut.

## Bewohner
Das Haus im «Hag» gilt als Stammhaus der Familie Lampert, genannt «d'Hagar». Bei der Grundbucheröffnung im Jahr 1809 gehörte es Joseph Lampert, Sohn des 1769 verstorbenen Georg Lampert, und seiner Gattin Barbara Beck. 1813 kaufte es Joseph Beck. Es blieb im Besitz der Familie Beck, bis Gottlieb Beck 1864 nach Frastanz auswanderte und das Haus an Josef Sele verkaufte, der mit Josepha Beck verheiratet war. Sein Sohn Emilian Sele emigrierte in die USA und vermietete das Haus der Familie Augustin Lampert.
1910 erwarb der Sticker und Musiker Ferdinand Schädler, Ehemann der Sabina Sele, das Haus. Das Haus im «Hag» blieb im Besitz seiner Nachkommen, die als «dr Hag-Stickar» (der Hag-Sticker) bezeichnet wurden. 1959 wurde es von der Gemeinde Triesenberg gekauft, die es als «Walser Bau- und Wohnmuseum», das erste Liechtensteiner Heimatmuseum, herrichtete.

## Heutige Nutzung

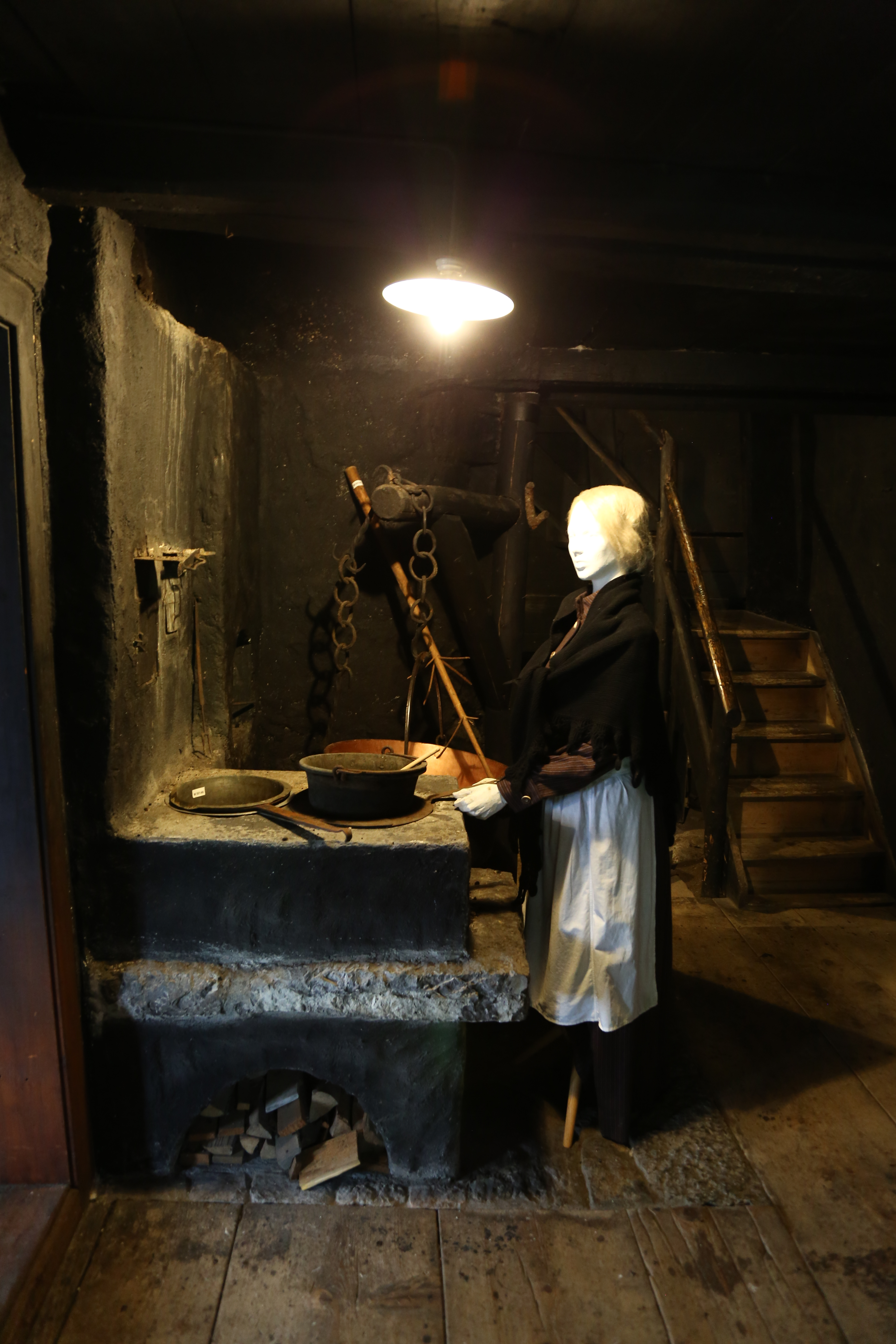
Museal hergerichtete rauchgeschwärzte Küche

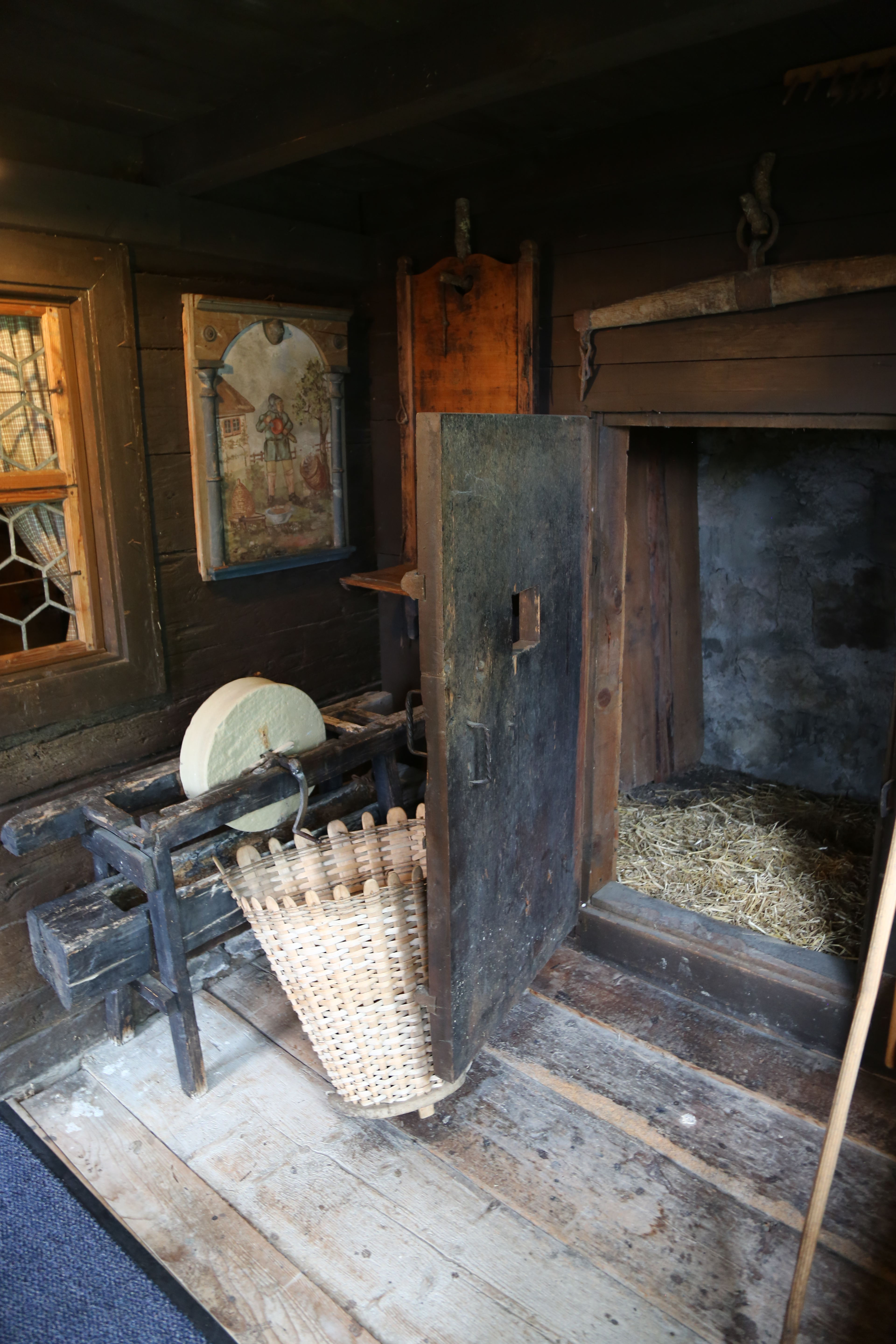
Butzenfenster (links) und Schweinestall im Südanbau

Die Gemeinde Triesenberg gestaltete das Haus in ein Heimatmuseum für Walser Brauchtum um. Museal eingerichtet wurden der Schweinestall und zwei Butzenscheiben im Südanbau, der gesamte Innenausbau der Küche samt der Feuerstelle, der Stubenofen und das Stubenbuffet, der Treppenaufgang ins Obergeschoss und dort die bemalte Kammertür von 1835 und die Holzdecke in der Schlafkammer.
1981 zog das Walsermuseum ins Dorfzentrum und wurde neu konzipiert. Das «Walserhaus» an der Hagstrasse 3 ist seither eine Aussenstelle des Museums. Es zeigt die Wohnkultur des 19. Jahrhunderts mit der offenen Feuerstelle und der rauchgeschwärzten Küche.